# غاري إمونز
غاري إمونز هو لاعب هوكي جليد كندي، ولد في 30 ديسمبر 1963 في وينيبيغ في كندا.

## وصلات خارجية
- غاري إمونز على موقع دوري الهوكي الوطني (الإنجليزية)
- غاري إمونز على موقع EliteProspects.com (الإنجليزية)
- غاري إمونز على موقع HockeyDB.com (الإنجليزية)
- غاري إمونز على موقع Hockey-Reference.com (الإنجليزية)